# Milias
Milias (in greco antico: Μιλυάς?, in latino Milyas) era il paese montuoso situato nel nord dell'antica Licia, a sud della Pisidia, e in una parte della Frigia orientale. I confini di questa regione, tuttavia, non sono mai stati correttamente fissati, ed essa è a volte descritta come una parte della Licia. Dopo l'ascesa della dinastia dei Seleucidi in Siria, il nome Milias era limitato alla parte sud-occidentale della Pisidia, al confine con Licia, cioè il territorio che si estende da Termessos verso nord fino ai piedi del Monte Cadmo.
Questo distretto, la cui parte occidentale portava il nome di Cabalia, viene in seguito descritto, a volte come parte della Licia (come da Claudio Tolomeo)  e talvolta come parte di Panfilia o Pisidia (come da Plinio il Vecchio). Dopo aver sconfitto Antioco il Grande, i Romani diedero il paese a Eumene, sebbene principi Pisidi continuassero ancora a essere menzionati come suoi governanti.
La maggior parte della Milias era aspra e montuosa, ma conteneva anche alcune fertili pianure. Gli abitanti si chiamavano Milyae (in greco antico: Μιλύαι?). Questo popolo, che non compare nei poemi omerici, probabilmente apparteneva ai resti degli antichi Solimi, gli abitanti originari della Licia, che erano stati cacciati in montagna dai cretesi immigrati. Le città importanti della Milias erano Cibira, Oenoanda, Balbura e Bubon, che formavano la tetrapoli di Cibira. Alcuni autori menzionano anche una città della Milias, che doveva essere situata a nord di Termessos in Pisidia.